# 하네쓰키

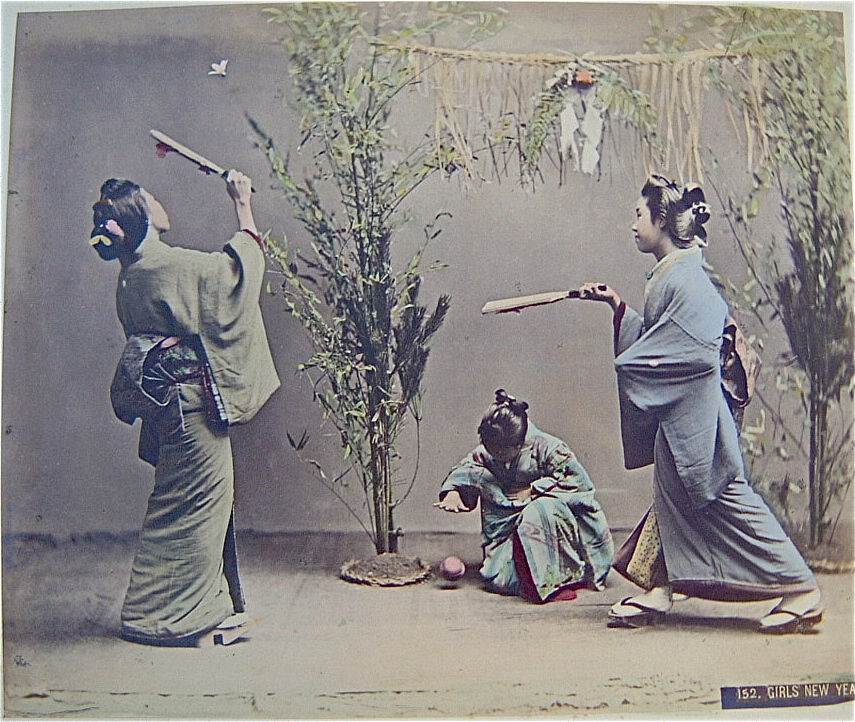
하네쓰키

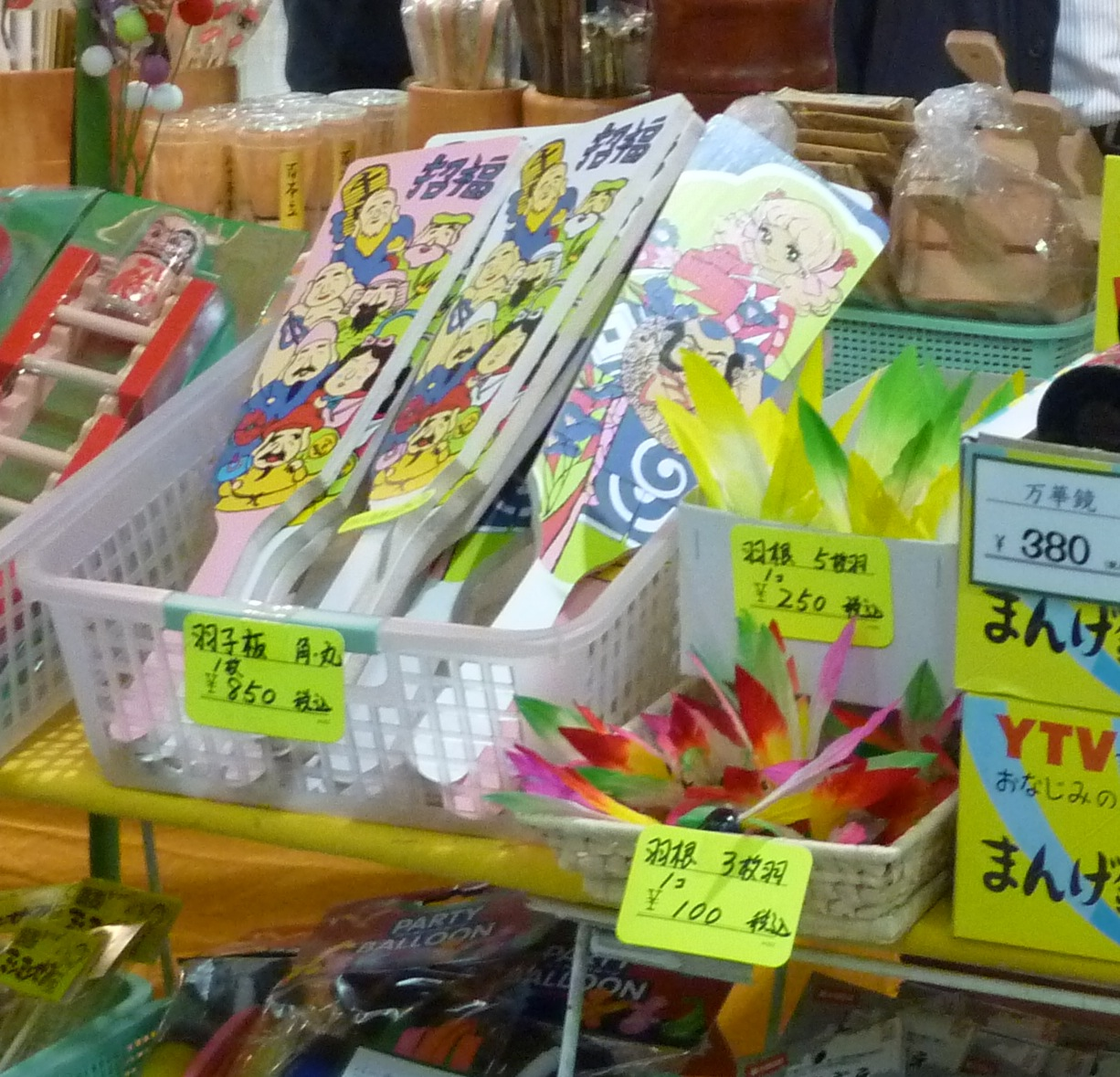
기차역 상점에서 판매되는 하네쓰키 패들(왼쪽)과 셔틀콕(오른쪽).

하네쓰키(일본어: 羽根突き, 羽子突き)는 배드민턴과 같은 라켓 게임과 유사하지만 네트가 없는 일본의 전통 놀이로, 하고이타라고 불리는 직사각형 나무 패들과 하네라고 불리는 화려한 셔틀콕으로 플레이한다. 종종 쇼가쓰에 소녀들이 플레이하지만, 이 게임은 셔틀콕을 가능한 한 오랫동안 공중에 띄우려 하는 한 사람이 플레이하거나 두 사람이 앞뒤로 쳐서 플레이하는 두 가지 방식으로 어떤 성별이든 플레이할 수 있다. 셔틀콕을 치지 못하는 플레이어는 얼굴에 먹으로 표시된다. 전통적으로 셔틀콕이 공중에 오래 머무를수록 플레이어는 다가오는 한 해 동안 모기로부터 더 큰 보호를 받는다고 여겨진다. 하네쓰키는 예전만큼 인기가 많지 않지만, 장식용 하고이타는 일본 전역에서 흔히 판매된다.
이 게임은 오이바네(追い羽根, 追羽根, 追羽子)라고도 알려져 있다.
하고이타에는 종종 가부키 극장 공연자나 유명인의 그림이 그려져 있다.
이 게임의 개발 초기에 무환자나무 열매는 종종 셔틀콕으로 사용되었다.

## 같이 보기
- 배틀도어와 셔틀콕